# Шимонович Іоаникій
Іоаникій Іванович Шимонович (1885 — 1939) — український економіст і статистик.

## Життєпис
Народився 17 листопада 1885 року в с. Гусятин, нині Кам'янець-Подільський район, Хмельницька область, Україна (тоді Подільська губернія).
По закінченні сільської школи працював листоношею, завдяки цьому був добре інформований про події не тільки в Гусятині, а й у світі. Всупереч волі батька поїхав до Києва, де проживала старша сестра, чоловік якої служив в армії фельдфебелем. З їхньої підтримки закінчив екстерном школу і вступив у Київський економічний інститут, який успішно закінчив у 1914 році.
Під час навчання в Петербурзькому університеті був активний у житті української громади, 1917 делегований до Української Центральної Ради, в уряді УНР товариш міністра пошти і телеграфу.
Ще у часи Першої світової війни Іоаникій вступив у члени Української соціал-демократичної партії. Наприкінці 1917 року українські кола Петербурга делегували Іоаникія Шимоновича до Центральної Ради, де він отримав посаду помічника міністра пошти і телеграфу в урядах В. Винниченка та В. Голубовича. У добу гетьманату Павла Скоропадського - завідуючий відділом статистики сільськогосподарського кооперативного центру, спочатку викладач, потім декан кооперативного відділу Економічно-адміністративного інституту в Києві.
У 1919 році разом з урядом УНР Шимонович переїхав до Кам'янця-Подільського, де працював у щойно заснованому державному українському університеті спочатку асистентом, а після захисту своєї праці «Українська промисловість» приват-доцентом. Тут одружився з Дарією Данилович - донькою видатного українського діяча з Галичини Северина Даниловича. У 1920-1921 викладач політичної економії у Кам'янець-Подільському університеті, пізніше у Львові. Наприкінці 1921 року, рятуючись від переслідувань більшовицької влади, Іоаникій Шимонович переїжджає до Львова, де продовжує займатися педагогічною і науковою діяльністю в руслі українських національно визвольних потреб, про це свідчить те, що Іоаникій Іванович викладав економічні дисципліни в Українському підпільному університеті (1922-1926 рр.), був проректором і ректором Української політехніки, що вимагало не тільки патріотизму, а й мужності. Життєві труднощі, що їх доводилось долати в умовах польської окупації, спонукали вченого переїхати до Харкова в 1926 році на запрошення тодішнього міністра освіти України М. Скрипника, тут вчений зайняв посаду професора Інституту народного господарства.
1926 повернувся на Наддніпрянщину і був професором Київського сільськогосподарського інституту, пізніше в Казані й Донецьку (Сталіно).
Перебуваючи в тодішній столиці України, вчений намагався підтримувати діячів культури Галичини. З архівних матеріалів відомо, що за його клопотанням уряд УРСР видав матеріальну допомогу в розмірі 1000 крб. письменнику Василю Стефанику, зважаючи на скрутне становище митця. Іоаникій Шимонович з 1927 року викладав у Київському сільськогосподарському інституті. За «антирадянську агітацію» заарештований у Києві 5 березня 1928 року й висланий до Казані на три роки, де працював у наукових установах економістом Татсільгосппромтресту. Однак тоталітарна держава не давала спокою вченому. 11 лютого 1931 року вдруге ув‘язнений та етапований у Харків, обвинувачувався в приналежності до «Українського національного центру», засуджений до трьох років таборів. Покарання відбував у Біломорсько-Балтійському таборі ОДПУ СРСР, працював на будівництві Біломорканалу, звільнений 1933 року. Правда, незабаром Шимоновичу дозволили повернутись на Україну, але ненадовго. Попрацювавши якийсь час в Донецькому (тоді Сталінському) технікумі народногосподарського обліку, 5 лютого 1938 року він був знову заарештований і ув‘язнений. ДПУ висунуло необгрунтовані звинувачення проти вченого у сповідуванні українського буржуазного націоналізму й Іоаникія Шимоновича було відправлено до концтаборів, де 9 жовтня 1939 року закінчилось його життя.
Праці: 
«Українська промисловість» (1920), 
«Зелений Клин — нова Україна» (1923), 
«Історія політ, економії» (1923), 
«Галичина» (1928), 
«Рух сільськогосподарських колективів на Україні» та інші.